# Antônio Hohlfeldt
Antonio Carlos Hohlfeldt (né à Porto Alegre le 22 décembre 1948 et mort en 1948) est un journaliste, écrivain, professeur universitaire et politique brésilien affilié au PMDB.

## Biographie
Il est conseiller dans la capitale du Rio Grande do Sul pendant près de vingt ans et vice-gouverneur du Rio Grande do Sul pendant le mandat de Germano Rigotto. Il est actuellement professeur à la Faculté de communication sociale de l'Université pontificale catholique du Rio Grande do Sul.
Pendant dix-sept ans, il est journaliste pour Correio do Povo et membre de l'équipe Diário do Sul, toujours dans le domaine du journalisme culturel. Actuellement, il est le seul critique de théâtre actif dans la capitale de l’État, maintenant sa chronique hebdomadaire paraît au Jornal do Comércio, le vendredi,.
Toujours dans le domaine culturel, il est conseiller auprès du Secrétariat municipal de la culture de Porto Alegre (1972), conseiller auprès du Secrétariat d'État de la Culture, des Sports et du Tourisme de Rio Grande do Sul (1978 - 1981) - ayant travaillé dans le Section internationale de Radio Canada (1974) -, attaché de presse de la Fondation symphonique de Porto Alegre et de l'Institut Goethe (1976).
En 2007, il est élu patron du 53e Salon du livre de Porto Alegre.
En mars 2018, il devient le président de la Fundação Theatro São Pedro.